# Michael Trucco
Edward Michael Trucco (San Mateo, 22 giugno 1970) è un attore statunitense.

## Biografia
Nato a San Mateo, in California, Michael ha frequentato la Junipero Serra High School. Di origini sia italiane che norvegesi, figlio di un poliziotto, Trucco voleva seguire le orme del padre fino a che, al college, si interessò alla recitazione; ha frequentato un corso teatrale minore mentre studiava diritto penale, ma Michael andava così bene che gli fu suggerito di cambiare e così terminò i suoi studi artistici all'Università di Santa Clara. Ha sposato l'attrice Sandra Hess nel luglio 2009, matrimonio celebrato in Messico. Michael è anche il chitarrista di un band chiamata Simpleworld.
Ha iniziato a lavorare in televisione nei tardi anni 1990, apparendo in varie serie televisive, tra le quali Il tocco di un angelo, Beverly Hills 90210 e La signora del West. Ha ottenuto il ruolo da protagonista di Tucker "Spoon" Henry nella serie Pensacola - Squadra speciale Top Gun, oltre a ruoli di rilievo con i personaggi di Cooper Lee in One Tree Hill e di Samuel Anders in Battlestar Galactica.

## Filmografia

### Cinema
- Confessions of a Sexist Pig, regia di Sandy Tung (1998)
- The Groomsmen, regia di Lawrence Gay (2001)
- A Girl, Three Guys, and a Gun, regia di Brent Florence (2001)
- Knight Club, regia di Russell Gannon (2001)
- Fuoco sulla città (Ablaze), regia di Jim Wynorski (2001)
- Wishmaster 4: La profezia maledetta (Wishmaster 4: The Prophecy Fulfilled), regia di Chris Angel (2002)
- Next, regia di Lee Tamahori (2007)
- Il terrore del silenzio (Hush), regia di Mike Flanagan (2016)
- The Bye Bye Man, regia di Stacy Title (2016)
- Hunter Killer - Caccia negli abissi (Hunter Killer), regia di Donovan Marsh (2018)

### Televisione
- Immagini dal delitto (Eyes of Terror), regia di Sam Pillsbury – film TV (1994)
- La squadra del cuore (Hang Time) – serie TV, episodio 1x06 (1995)
- Sisters - serie TV, episodio 6x16 (1996)
- The Guilt – serie TV, episodio 2x05 (1996)
- California Dreams – serie TV, episodio 5x10 (1996)
- Due poliziotti a Palm Beach (Silk Stalkings) – serie TV, episodio 7x08 (1997)
- Il tocco di un angelo (Touched By An Angel) – serie TV, episodio 4x11 (1997)
- Beverly Hills 90210 – serie TV, episodi 8x20-8x21-8x22 (1998)
- La signora del West (Dr. Quinn, Medicine Woman) – serie TV, episodio 6x14 (1998)
- Pensacola - Squadra speciale Top Gun (Pensacola: Wings of Gold) – serie TV, 39 episodi (1998-2000)
- Streghe (Charmed) – serie TV, episodio 1x21 (1999)
- Nash Bridges – serie TV, episodio 5x20 (2000)
- Freedom – serie TV, episodio 1x06 (2000)
- Sabrina, vita da strega (Sabrina, the Teenage Witch) – serie TV, episodi 5x15-5x16-5x17 (2001)
- In tribunale con Lynn (Family Law) – serie TV, episodio 2x20 (2001)
- Così è la vita (That's Life) – serie TV, episodi 2x03-2x08 (2001)
- Arli$$ – serie TV, episodi 6x05-7x05 (2001-2002)
- Bram & Alice – serie TV, episodio 1x05 (2002)
- CSI - Scena del crimine (CSI: Crime Scene Investigation) – serie TV, episodio 3x10 (2002)
- Tru Calling – serie TV, episodio 1x02 (2003)
- Strepitose Parkers (The Parkers) – serie TV, episodio 5x11 (2003)
- 111 Gramercy Park, regia di Bill D'Elia – film TV (2003)
- L'amore a portata di mouse (Perfect Romance), regia di Douglas Barr – film TV (2004)
- Squadra Med - Il coraggio delle donne (Strong Medicine) – serie TV, episodi 5x14-5x20 (2004-2005)
- CSI: Miami – serie TV, episodio 3x14 (2005)
- Joey – serie TV, episodio 1x18 (2005)
- Battlestar Galactica – serie TV, 35 episodi (2005-2009)
- One Tree Hill – serie TV, 6 episodi (2005-2006)
- Him and Us, regia di Charles Shyer – film TV (2006)
- Eli Stone – serie TV, episodio 1x05 (2008)
- Man of Your Dreams, regia di Jason Ensler – film TV (2008)
- Law & Order - Unità vittime speciali (Law & Order: Special Victims Unit) – serie TV, episodio 10x10 (2008)
- The Big Bang Theory – serie TV, episodio 2x11 (2008)
- Battlestar Galactica: The Plan, regia di Edward James Olmos – film TV (2009)
- Empire State, regia di Jeremy Podeswa – film TV (2009)
- V – serie TV, episodio 1x07 (2010)
- 100 Questions – serie TV, episodio 1x04 (2010)
- Castle – serie TV, 4 episodi (2010)
- Meteor Storm, regia di Tibor Takács – film TV (2010)
- Fairly Legal – serie TV, 23 episodi (2011-2012)
- Psych – serie TV, episodio 6x05 (2011)
- How I Met Your Mother – serie TV, 7 episodi (2011-2012)
- Revenge – serie TV, 7 episodi (2012-2013)
- Killer Women – serie TV, 8 episodi (2014)
- Intelligence – serie TV, episodio 1x04 (2014)
- Criminal Minds – serie TV, episodi 9x23-9x24 (2014)
- Scandal – serie TV, episodio 4x07 (2014)
- The Exes – serie TV, episodio 4x03 (2014)
- Con Man – webserie, episodio 1x12 (2015)
- Code Black – serie TV, episodio 1x06 (2015)
- The Librarians – serie TV, episodio 2x06 (2015)
- Nonno all'improvviso (Grandfathered) – serie TV, 4 episodi (2016)
- Disjointed – serie TV, 15 episodi (2017-2018)
- Chicago P.D. – serie TV, episodio 5x09 (2017)
- S.W.A.T. – serie TV, episodi 2x01-2x04 (2018)
- The Rookie – serie TV, 4 episodi (2019-2021)
- FBI – serie TV, episodio 3x09 (2021)
- Cambio di direzione (Big Shot) – serie TV, episodi 1x01-1x02-1x05 (2021)
- Midnight Mass, regia di Mike Flanagan – miniserie TV (2021)
- Young Sheldon – serie TV, episodio 6x03 (2022)
- La caduta della casa degli Usher (The Fall of the House of Usher), regia di Mike Flanagan – miniserie TV, 8 episodi (2023)

## Doppiatori italiani
Nelle versioni in italiano delle opere in cui ha recitato, Michael Trucco è stato doppiato da:
- Francesco Pezzulli in Pensacola - Squadra speciale Top Gun, Castle, Psych, Intelligence, Young Sheldon, Fire Country
- Francesco Bulckaen in Law & Order - Unità vittime speciali, Code Black, Chicago P.D.
- Massimo De Ambrosis in The Bye Bye Man, Disjointed, Hunter Killer - Caccia negli abissi
- Riccardo Rossi in CSI - Scena del crimine, The Librarians
- Tony Sansone in Battlestar Galactica, Battlestar Galactica: The Plan
- Nanni Baldini in Tru Calling, One Tree Hill
- Roberto Certomà in Next, Meteor Storm
- Mauro Gravina in Midnight Mass, La caduta della casa degli Usher
- Davide Lepore in Streghe
- Giorgio Borghetti in Sabrina, vita da strega
- Andrea Lavagnino in The Big Bang Theory
- Massimo Bitossi in Fairly Legal
- Maurizio Merluzzo in How I Met Your Mother (ep. 6x21)
- Andrea Bolognini in How I Met Your Mother (st. 8)
- Edoardo Stoppacciaro in Revenge
- Alessio Cigliano in Killer Women
- Alessandro Budroni in Criminal Minds
- Lorenzo Scattorin in Scandal
- Giorgio Perno in The Rookie (st. 1-4,  ep.6x06)
- Maurizio Di Girolamo in The Rookie (st. 5)